# Club Atlético Atlanta 1931
Questa voce raccoglie le informazioni riguardanti il Club Atlético Atlanta nelle competizioni ufficiali della stagione 1931.

## Maglie e sponsor
| Manica sinistra · Manica sinistra · Maglietta · Maglietta · Manica destra · Manica destra · Pantaloncini · Calzettoni |

## Rosa
| N. |                      | Ruolo | Calciatore            |
| -- | -------------------- | ----- | --------------------- |
|    | Argentina (bandiera) | P     | Víctor Ayala          |
|    | Argentina (bandiera) | P     | Fortunato Grimoldi    |
|    | Argentina (bandiera) | P     | Atilio Maccarone      |
|    | Argentina (bandiera) | D     | Roberto Basílico      |
|    | Argentina (bandiera) | D     | Rodolfo Facorro       |
|    | Argentina (bandiera) | D     | Antonio Somon         |
|    | Argentina (bandiera) | D     | Ricardo Tabares       |
|    | Argentina (bandiera) | C     | Jorge Alonso          |
|    | Argentina (bandiera) | C     | Arturo Babington      |
|    | Argentina (bandiera) | C     | Antonio Domínguez     |
|    | Argentina (bandiera) | C     | Emilio Girardon       |
|    | Argentina (bandiera) | C     | Francisco Graziano    |
|    | Argentina (bandiera) | C     | Domingo Martínez      |
|    | Argentina (bandiera) | C     | Adolfo Pascale        |
|    | Argentina (bandiera) | C     | Lorenzo Saint Estéven |
|    | Argentina (bandiera) | C     | Enrique Stefenon      |
|    | Argentina (bandiera) | C     | Alberto Torres        |
|    | Argentina (bandiera) | A     | Ángel Anselmo         |

| N. |                      | Ruolo | Calciatore           |
| -- | -------------------- | ----- | -------------------- |
|    | Argentina (bandiera) | A     | Guido Baztarrica     |
|    | Argentina (bandiera) | A     | Manuel Benavídez     |
|    | Argentina (bandiera) | A     | Anilo Capra          |
|    | Argentina (bandiera) | A     | José Casullo         |
|    | Argentina (bandiera) | A     | Benjamín Delgado     |
|    | Argentina (bandiera) | A     | José Derito          |
|    | Argentina (bandiera) | A     | Joaquín Esparza      |
|    | Argentina (bandiera) | A     | José Gentile         |
|    | Argentina (bandiera) | A     | Plinio Giribaldi     |
|    | Argentina (bandiera) | A     | Enrique Liberanome   |
|    | Argentina (bandiera) | A     | Jorge Molina         |
|    | Argentina (bandiera) | A     | Guillermo Monteleone |
|    | Argentina (bandiera) | A     | Carlos Moyano        |
|    | Argentina (bandiera) | A     | Damián Ordóñez       |
|    | Argentina (bandiera) | A     | Ceferino Passini     |
|    | Argentina (bandiera) | A     | Juan Romano          |
|    | Argentina (bandiera) | A     | Roberto Santillán    |
|    | Argentina (bandiera) | A     | Atilio Solimandi     |

## Statistiche

### Statistiche di squadra
| Competizione | Punti | Totale | Totale | Totale | Totale | Totale | Totale |
| Competizione | Punti | G      | V      | N      | P      | Gf     | Gs     |
| ------------ | ----- | ------ | ------ | ------ | ------ | ------ | ------ |
| Campionato   | 15    | 34     | 4      | 7      | 23     | 33     | 80     |
| Totale       | 15    | 34     | 4      | 7      | 23     | 33     | 80     |